# Article 11 du traité sur l'Union européenne
 (décembre 2016).
Si vous disposez d'ouvrages ou d'articles de référence ou si vous connaissez des sites web de qualité traitant du thème abordé ici, merci de compléter l'article en donnant les références utiles à sa vérifiabilité et en les liant à la section « Notes et références ».
L’article 11 du traité sur l'Union européenne fait partie du Titre II : « Dispositions relatives aux principes démocratiques ».

## Disposition
L'article 11 dispose :

« 1. Les institutions donnent, par les voies appropriées, aux citoyens et aux
associations représentatives la possibilité de faire connaître et d'échanger
publiquement leurs opinions dans tous les domaines d'action de l'Union.
2. Les institutions entretiennent un dialogue ouvert, transparent et régulier avec les
associations représentatives et la société civile.
3. En vue d'assurer la cohérence et la transparence des actions de l'Union, la
Commission procède à de larges consultations des parties concernées.
4. Des citoyens de l'Union, au nombre d'un million au moins, ressortissants d'un
nombre significatif d'États membres, peuvent prendre l'initiative d'inviter la
Commission, dans le cadre de ses attributions, à soumettre une proposition
appropriée sur des questions pour lesquelles ces citoyens considèrent qu'un acte
juridique de l'Union est nécessaire aux fins de l'application des traités. 
Les procédures et conditions requises pour la présentation d'une telle initiative sont
fixées conformément à l'article 24, premier alinéa, du traité sur le fonctionnement
de l'Union européenne. »